# Liste der Straßen im Bonner Ortsteil Ramersdorf
Die folgende Liste enthält die Straßen und Plätze auf dem Gebiet des Bonner Ortsteils Ramersdorf im Stadtbezirk Beuel.
| Straße                  | Erstbenennung/ -erwähnung | Namensherkunft | Frühere Namen Anmerkungen | Bonner Straßenkataster |
| ----------------------- | ------------------------- | --- | --- | ---------------------- |
| Am Bonner Bogen         | 2008                      | Benannt nach dem Bonner Rheinbogen. | Die Straße verläuft zwischen Hermann-Bleibtreu-Ufer zur Joseph-Schumpeter-Allee. | Eintrag                |
| Am Bungert              | 1964                      | Benannt nach dem Flurnamen „Auf dem Mühlenbungert“. Als Bungert wird ein Baumgarten bezeichnet.                                                                                                | Die Straße verläuft als Ringstraße zwischen Am Conzberg und Oberkasseler Straße. Sie wurde von 1858 bis 1964 Kuhgasse beziehungsweise Kühgasse genannt. | Eintrag                |
| Am Conzberg             | 1978                      | Benannt nach dem Flurnamen „Am Conzberg“. Conz ist die Kurzform von Conrad; es handelte sich also um einen Berg, der einem Conrad gehörte, beziehungsweise wo ein Conrad wohnte.               | Die Straße verläuft zwischen Lindenstraße und Kommendeweg. Sie hieß von 1907 bis 1955 Kreuzstraße und anschließend bis 1978 Georgstraße. | Eintrag                |
| Am Trajekt              | 1907                      | Zwischen 1870 und 1914 wurden an dieser Stelle beide Rheinufer durch ein Trajekt verbunden. | Es handelt sich um eine Stichstraße von der Königswinterer Straße zur Bundesbahn. | Eintrag                |
| An der Umkehr           | 2005                      | Benannt nach einem Flurnamen. | Die Straße verläuft vom Schießbergweg zum Rastenweg. | Eintrag                |
| Ankerbachtalweg         | 1950                      | Die Straße ist nach dem Ankerbach, der bei Oberholtorf entspringt, benannt. | Sie verläuft zwischen Ennerthang und Holzgasse. | Eintrag                |
| Dornheckenstraße        | 1978                      | Sie ist nach dem ehemaligen Steinbruch „An der Dornhecken“, dem heutigen Dornheckensee, zu dem sie führt, benannt.                                                                             | Die Straße verläuft zwischen der Königswinterer Straße und Am Johannisberg. | Eintrag                |
| Gallusstraße            | 1907                      | Benannt nach dem heiligen Gallus dem heutigen Pfarrpatron von Küdinghoven. | Die Straße verläuft zwischen Kirchstraße und Holzgasse/Gerichtsweg. Der nördliche Teil hieß zwischen 1858 und 1907 Küdinghovener Kirchweg und Am Plänzer, der südliche Teil Hammweg und Ramersdorfer Kirchweg. | Eintrag                |
| Gerichtsweg             | 1907                      | Als Küdinghoven noch Sitz eines bergischen Untergerichts war, fanden in einem Haus der Straße die Gerichtssitzungen statt.                                                                     | Die Straße verläuft zwischen Königswinterer Straße und Rastenweg. Sie hieß von 1726 bis 1907 Auf der Streffen beziehungsweise Streffenweg. | Eintrag                |
| Hangstraße              | 1963                      | Sie ist nach ihrem Verlauf, entlang des westlichen Abhangs des Ennerts, benannt. | Die Straße verläuft zwischen Kirchstraße und Holzgasse. | Eintrag                |
| Hermann-Bleibtreu-Ufer  | 2000                      | Die Straße ist nach Hermann Bleibtreu (1821–1881) genannt. Er war Patentinhaber des Portlandzements, Fabrikant und Mitbegründer der Zementfabrik des Bonner Bergwerks- und Hüttenvereins 1856. | Sie verläuft zwischen der Südbrücke und dem Oberkasseler Ufer, an der Mündung des Ankerbachs. | Eintrag                |
| Holzgasse               | 1907                      | Sie führte in das Holz, den Ennertwald. | Die Straße verläuft zwischen Gallusstraße / Lindenstraße und Ankerbachtalweg. | Eintrag                |
| Im Alten Wingert        | 2005                      | Sie ist nach der ehemaligen Nutzung des Hanges als Weinberg genannt. | Die Straße verläuft zwischen Rastenweg und Königswinterer Straße. | Eintrag                |
| Joseph-Schumpeter-Allee | 2003                      | Benannt nach Joseph Alois Schumpeter (1883–1950), einem Professor für Nationalökonomie und Soziologie der Universität Bonn.                                                                    | Die Straße verläuft zwischen Landgrabenweg und Konrad-Zuse-Platz. | Eintrag                |
| Keltersbachweg          | 1995                      | Benannt nach einem Flurnamen. Der Keltersbach trägt an seiner Quelle bei Oberholtorf die Bezeichnung Ankerbach.                                                                                | Die Straße verläuft zwischen Dornheckenstraße und Oberkasseler Straße. | Eintrag                |
| Königswinterer Straße   | 1955                      | Benannt nach der Stadt Königswinter, deren Ortsteil Niederdollendorf südlich angrenzt. | Die Straße verläuft zwischen Sankt-Augustiner Straße und der Stadtgrenze im Süden von Oberkassel. Die Straße, beziehungsweise deren Teilstücke, trug in der Vergangenheit folgende Bezeichnungen: von 1858 Beuel-Honnefer Chaussee, von 1873 bis 1972 Hauptstraße, von 1894 bis 1955 Südstraße, von 1907 bis 1955 Honnefer Straße, von 1907 bis 1955 Hauptstraße und von 1907 Oberkasseler Straße. | Eintrag                |
| Kommendeweg             | 1972                      | Die Straße ist nach der Deutschen Ordenskommende Ramersdorf benannt, sie wurde 1220 gegründet und 1803 säkularisiert.                                                                          | Die Straße verläuft zwischen Lindenstraße und Oberkasseler Straße und hieß von 1907 bis 1972 Mühlenweg. | Eintrag                |
| Konrad-Adenauer-Brücke  | 1972                      | Benannt nach Konrad Adenauer. Die südlichste der Bonner Rheinbrücken wird auch Südbrücke genannt.                                                                                              | Die Autobahnbrücke (Bundesautobahn 562) verbindet Beuel und Bonn. | Eintrag                |
| Kreuzritterstraße       | 1978                      | Nach den Rittern des Deutschen Ordens benannt. Sie hießen auch Deutschherren und besaßen die Kommenden Ramersdorf und Muffendorf. Der Orden entstand während der Kreuzzüge.                    | Die Straße verläuft zwischen Rastenweg und Mehlemstraße. Sie hieß zwischen 1963 und 1978 Deutschherrenstraße. | Eintrag                |
| Landgrabenweg           | 1967                      | Benannt nach einem bergischen Landgraben, einer militärischen Schutzanlage, der gemäß einer Karte von 1703 in der Nähe verlief.                                                                | Die Straße verläuft zwischen Kreuzherrenstraße und Königswinterer Straße. | Eintrag                |
| Lindenstraße            | 1907                      | Benannt nach der Dorflinde, die am Anfang der Straße stand. | Die Straße verläuft zwischen Rastenweg und Dornheckenstraße. Sie hieß zwischen 1858 und 1907 im Bereich Holzgasse und Mehlemstraße Kegelbahnstraße beziehungsweise An der Kegelbahn und im Bereich Mehlem- und Dornheckenstraße Kesselburg beziehungsweise In der Kesselburg. | Eintrag                |
| Mehlemstraße            | 1907                      | Benannt nach Leonhard Mehlem (1752–1832). Der Kanoniker erwarb 1816 das frühere bergische Richterhaus in Ramersdorf mit den dazugehörenden Ländereien.                                         | Die Straße verläuft zwischen Lindenstraße und Königswinterer Straße. Sie hieß von 1858 bis 1907 Platzweg bzw. Eselsweg. Zwischen 1933 und 1945 trug sie den Namen Klaus-Clemens-Straße. | Eintrag                |
| Oberkasseler Straße     | 1978                      | Benannt nach Oberkassel, einem Ortsteil von Bonn. | Die Straße verläuft von Pützchen Chaussee bis zur Autobahn 562/Landgrabenweg. | Eintrag                |
| Portlandweg             | 2008                      | Auf dem Gelände, durch die der Weg führt, stand die 1858 von Hermann Bleibtreu gegründete Zementfabrik. Die bis 1987 bestehende Fabrik produzierte Portlandzement.                             | Es handelt sich um eine Verbindung vom Hermann-Bleibtreu-Ufer über die Joseph-Schumpeter-Allee zum Landgrabenweg. | Eintrag                |
| Rastenweg               | 1907                      | Rasten waren hüft- oder brusthohe Gestelle. Diese Gestelle erleichterten die Aufnahmen oder das Absetzen von Traglasten, wenn man rasten wollte.                                               | Der Weg verläuft zwischen Lindenstraße/Gerichtsweg und Straßenbahnlinie Bonn-Bad Honnef. Der westliche Teil hieß bis 1930 Bahnsteigsweg. | Eintrag                |
| Rheinwerkallee          | 2004                      | Es handelt sich um eine private Erschließungsstraße der Rheinwerk-Bonn GmbH. | Stichstraße des Konrad-Zuse-Platzes. | Eintrag                |
| Schießbergweg           | 1963                      | Benannt nach einem Flurnamen. „Weg, der an einem Abhang liegt, an dem das Regenwasser herunterschießt.“                                                                                        | Die Straße verläuft von der Königswinterer Straße zum Rhein. | Eintrag                |
| Weidenweg               | 1963                      | Sie ist nach einer Schafstrift benannt, die das Bonner Kloster Engeltal in Oberkassel besaß.                                                                                                   | Die Straße verläuft zwischen Dornheckenstraße und Oberkasseler Straße. | Eintrag                |